# Totemskij rajon
Il Totemskij rajon (in russo Тотемский район?) è un rajon dell'Oblast' di Vologda, nella Russia europea; il capoluogo è Tot'ma. Istituito nel 1929, ricopre una superficie di 8.393 chilometri quadrati ed ospita una popolazione di circa 25.000 abitanti.